# Pyratula ebroensis
Pyratula ebroensis is een muggensoort uit de familie van de Keroplatidae. De wetenschappelijke naam van de soort is voor het eerst geldig gepubliceerd in 2001 door Chandler & Blasco-Zumeta.